# عثمان أرسلان
عثمان ارسلان (بالتركية: Osman Arslan) (من مواليد 21 ديسمبر 1942 في أنقرة) هو قاضي تركي ويشغل حاليا منصب الرئيس الأول لمحكمة النقض التركية.

## روابط خارجية
- عثمان ارسلان في موقع المحكمة العليا الرسمية للإستئناف نسخة محفوظة 22 يناير 2007 على موقع واي باك مشين. (بالإنجليزية)